# Mayridia hyalipennis
Mayridia hyalipennis är en stekelart som beskrevs av Trjapitzin 1968. Mayridia hyalipennis ingår i släktet Mayridia och familjen sköldlussteklar. Inga underarter finns listade i Catalogue of Life.